# كأس العالم لكرة الماء للنساء 1979
كأس العالم لكرة الماء للنساء 1979 كان الموسم الأول من كأس فينا للنساء، وجرت المنافسات في ميرسيد (كاليفورنيا) الولايات المتحدة، في الفترة بين 29 يونيو إلى 1 يوليو. ونظمت من قبل الاتحاد الدولي للسباحة (FINA).
وتوج منتخب الولايات المتحدة بكأس البطولة. فيما حل منتخب هولندا في المركز الثاني، ومنتخب أستراليا في المركز الثالث.

## المباريات
|                  | الولايات المتحدة | هولندا | أستراليا | كندا   | نيوزيلندا |
| ---------------- | ---------------- | ------ | -------- | ------ | --------- |
| الولايات المتحدة |                  | 6 – 6  | 8 – 7    | 7 – 4  | 12 – 2    |
| هولندا           | 6 – 6            |        | 5 – 3    | 3 – 7  | 13 – 2    |
| أستراليا         | 7 – 8            | 3 – 5  |          | 15 – 4 | 12 – 1    |
| كندا             | 4 – 7            | 7 – 3  | 4 – 15   |        | 6 – 1     |
| نيوزيلندا        | 2 – 12           | 2 – 13 | 1 – 12   | 1 – 6  |           |

## الترتيب النهائي
|    | الفريق           | النقاط | المباريات | الفوز | التعادل | الخسارة | GF | GA | الفارق |
| -- | ---------------- | ------ | --------- | ----- | ------- | ------- | -- | -- | ------ |
| 1. | الولايات المتحدة | 7      | 4         | 3     | 1       | 0       | 33 | 19 | +14    |
| 2. | هولندا           | 5      | 4         | 2     | 1       | 1       | 27 | 18 | +9     |
| 3. | أستراليا         | 4      | 4         | 2     | 0       | 2       | 37 | 18 | +19    |
| 4. | كندا             | 4      | 4         | 2     | 0       | 2       | 21 | 26 | -5     |
| 5. | نيوزيلندا        | 0      | 4         | 0     | 0       | 4       | 6  | 43 | -37    |